# Emma Tallulah Behn
Emma Tallulah Behn (født 29. september 2008 ved hjemmefødsel i Lommedalen udenfor Oslo) er den tredje og yngste datter af prinsesse Märtha Louise og Ari Behn.
Emma Tallulah Behn er dronning Sonja og  kong Haralds femte barnebarn og nummer syv i arvefølgen til den norske tronen. Hun er ikke medlem af kongehuset, er ikke kongelig og har ingen titel.